# Duomo di Città di Castello
La cattedrale dei Santi Florido e Amanzio  è il principale luogo di culto di Città di Castello, chiesa madre della diocesi omonima. Nel dicembre del 1888 papa Leone XIII l'ha elevata alla dignità di basilica minore.

## Storia
La prima cattedrale cittadina, dedicata a Santo Stefano, fu innalzata sul luogo in cui, secondo la tradizione, Plinio il Giovane aveva fatto edificare un tempio dedicato alla Dea Felicitas, poi adibito al culto cristiano nel IV secolo a seguito dell'evangelizzazione di Tifernum ad opera del martire San Crescentino. Distrutta la prima dall'esercito goto di Totila tra il 542 e il 548, una seconda cattedrale fu poi ricostruita su iniziativa del vescovo Florido, inaugurato all'inizio del VII secolo e dedicato a San Lorenzo.
Durante i secoli la cattedrale cadde in rovina e fu necessaria una profonda ristrutturazione e un ampliamento di essa all'inizio dell'XI secolo, che fu che fu nuovamente consacrata nel 1032 e dedicata a San Florido, patrono della città. In questa occasione furono trasferite le reliquie dei Santi Florido, Amanzio e Crescentino nella cripta da poco realizzata. Di questa fase rimane solo il campanile cilindrico. 
Nella seconda metà del Trecento venne realizzato il portale ogivale sul fianco settentrionale ed il chiostro sul lato meridionale. 
Infine una nuova ricostruzione si rese necessaria a causa del terremoto del 1458, ma fu intrapresa solo a partire dal 1494 per concludersi nel 1529 con una nuova consacrazione a San Florido, al quale venne aggiunto anche quello di Sant'Amanzio. 
Nel 1632 si iniziò il rivestimento della facciata, che però rimase incompiuta. La cupola cinquecentesca, crollata a seguito di un secondo terremoto, fu ricostruita alla fine del Settecento, su progetti di Tommaso Catrani.

## Descrizione

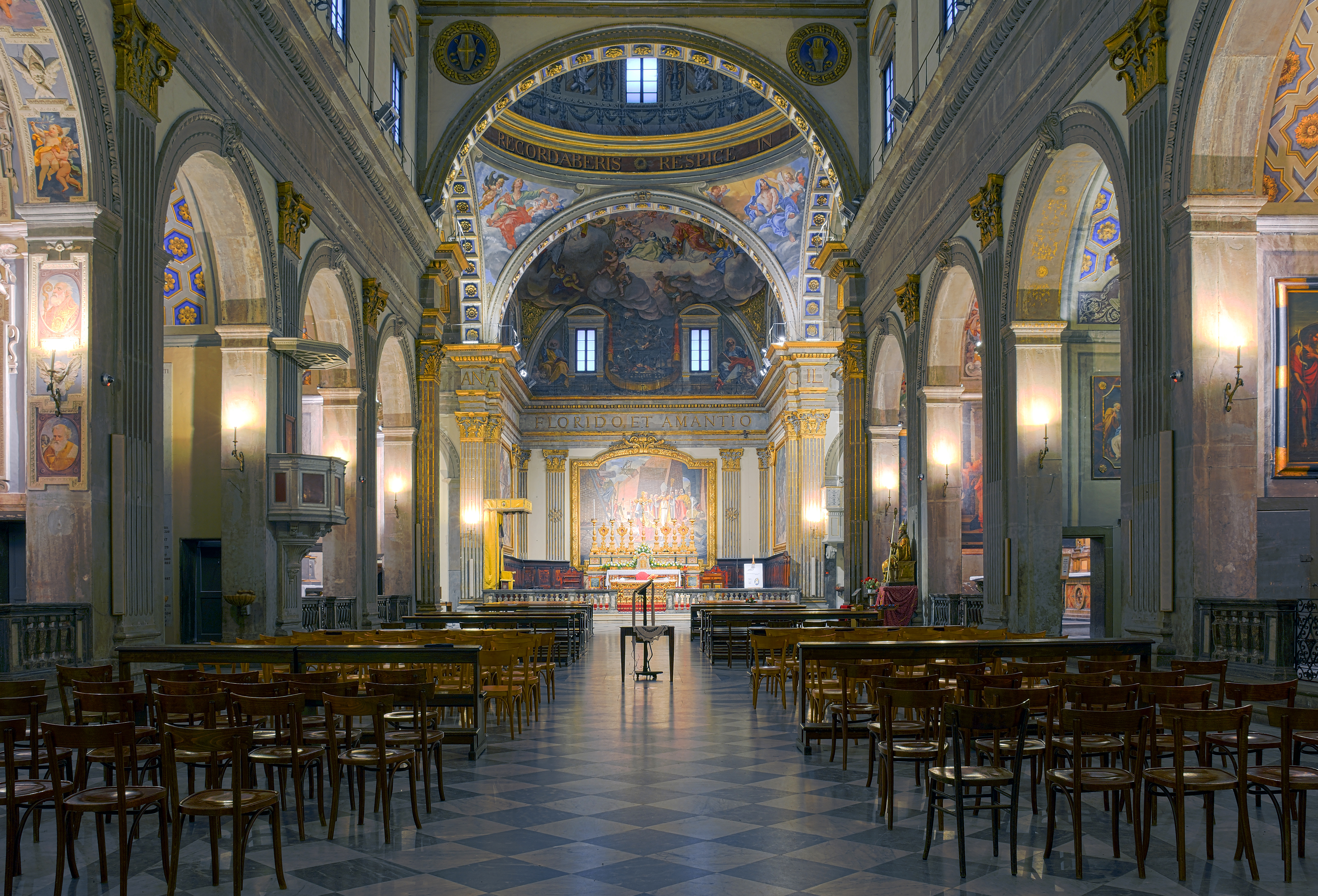
Veduta dell'interno.

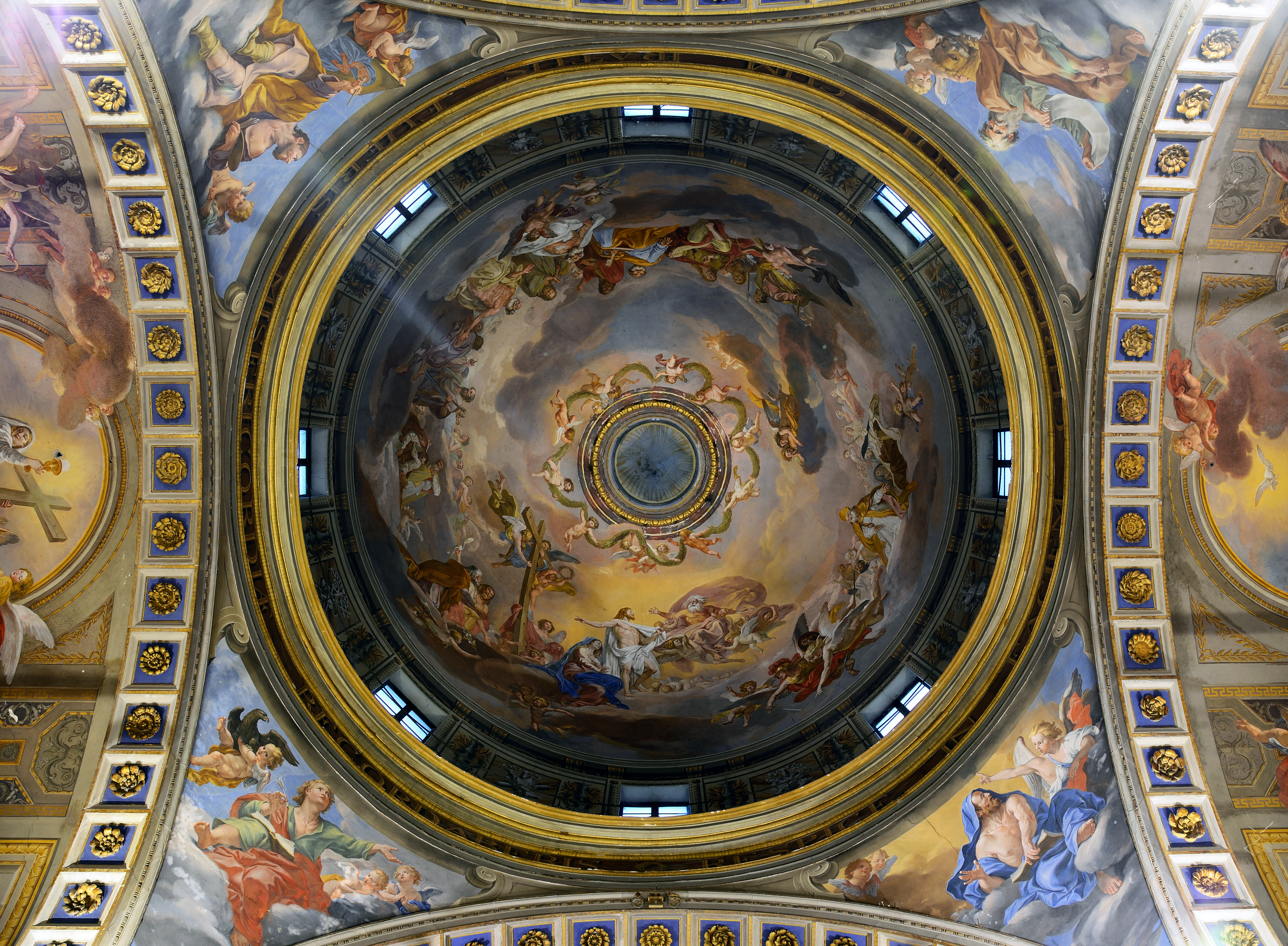
La cupola.

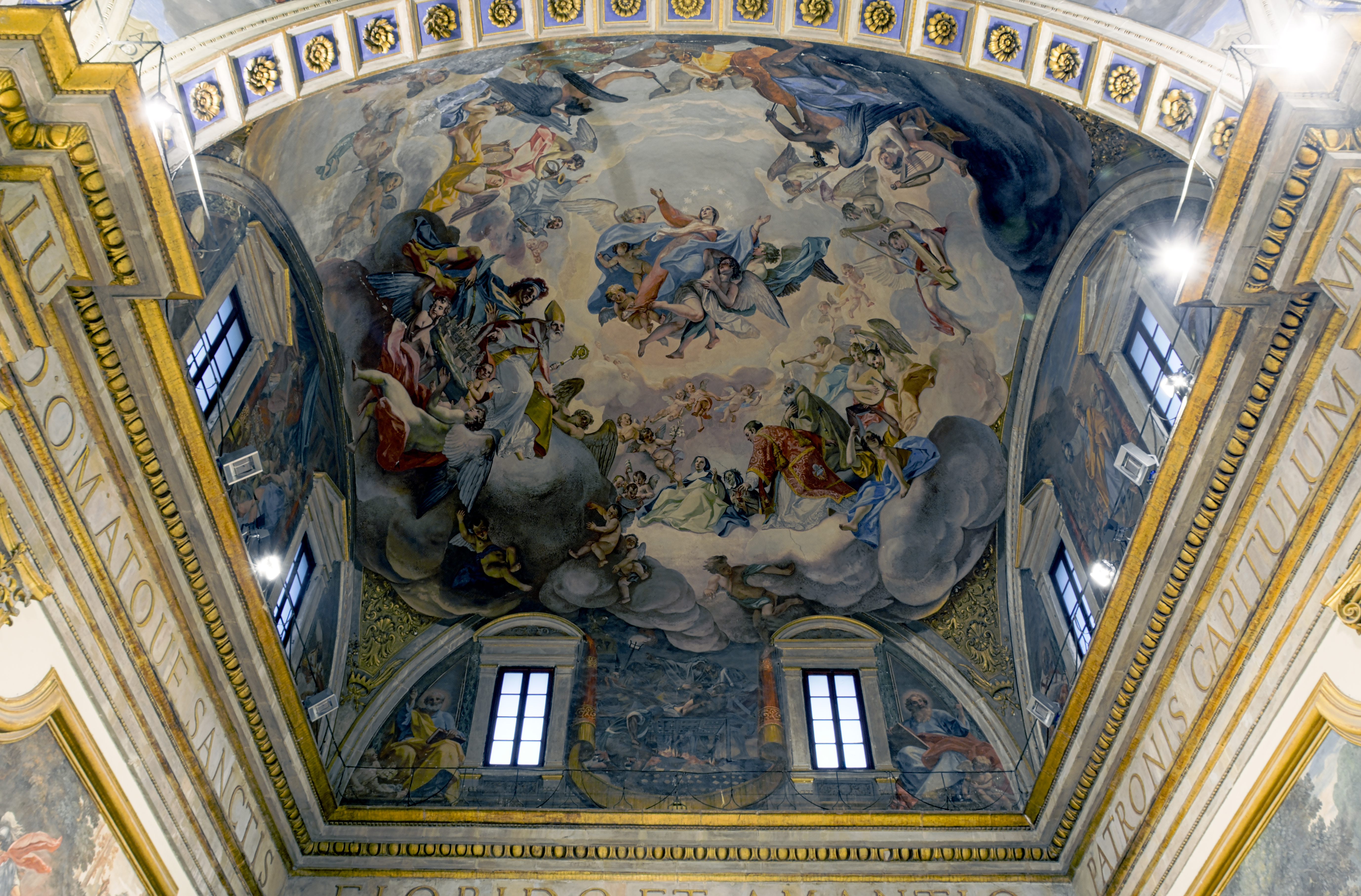
Il Coro

La chiesa presenta all'esterno le evidenze dei lavori eseguiti nel corso dei secoli.
La facciata del Seicento si presenta compiuta solo fino a poco più della sua altezza, mentre il lato nord che dà verso la piazza è impreziosito da un ricco portale gotico con bassorilievi (datato prima metà del XIV secolo), preceduto da una scala settecentesca opera di Venanzio Righi. Affianca la chiesa un campanile romanico rotondo, di stile ravennate (XIII secolo).
L'interno dell'edificio, di aspetto rinascimentale, ha una pianta a croce latina con un'unica navata aperta su cappelle laterali e con soffitto a cassettoni del Seicento.
La prima cappella a destra, di patronato Eleosari è dedicata a San Crescentino e presenta all'altare il Martirio del Santo di Bernardino Gagliardi, del 1641. L'altare della cappella seguente, di San Giovanni Battista, ospita un dipinto raffigurante il Battesimo di Cristo attribuito tradizionalmente a Perin del Vaga. La terza cappella, del Santissimo Crocifisso, presenta all'altare una tela con il Crocifisso tra i Santi Florido e Amanzio dipinta da Bernardino Pacetti, detto lo Sguazzino. Tra queste cappelle si distingue il "Cappellone", o Cappella del Santissimo Sacramento, realizzata tra 1680 e 1685 da Nicola Barbioni, che ospitava fino al 2001 il Cristo in gloria di Rosso Fiorentino oggi nell'adiacente Museo del Capitolo. La cappella successiva, fatta decorare ad artisti tifernati dalla marchesa Girolama Bandini, moglie di Chiappino Vitelli, ha una macchina d'altare con al centro una tela attribuita allo Sguazzino con l'Angelo Custode ed ai lati due tele con Storie di Tobia di Bernardino Gagliardi, autore anche del Padre Eterno nel timpano, eseguite anch'esse nel 1641. Alle pareti laterali sono altre due tele con Tobia e Tobiolo con l'angelo e il Miracolo di Tobiolo di Virgilio Ducci, forse del 1650 circa. 
Il coro rettangolare è adornato da grandi riquadri ad affresco con episodi della vita di san Florido e San Crescentino, opera di Marco Benefial del 1747-1749. Gli stalli lignei risalgono alla fine del XVI secolo e sono opera di Raffaellino del Colle. L'altare maggiore è invece della fine del Settecento, ricostruzione di quello precedente distrutto dal terremoto che fece rovinare la cupola sopra l'altare.
La quinta cappella a sinistra, di patronato Vitelli, mostra all'altare una copia di una pala attribuita a Ridolfo del Ghirlandaio, trafugata nel 1809. La quarta cappella è dedicata a San Carlo Borromeo e reca all'altare una pala di Avanzino Nucci con San Carlo Borromeo in preghiera. Alla parete sinistra è una tela dello Sguazzino con il Crocifisso con San Giovanni, Francesco, Nicola e Florido. Segue la Cappella della Madonna del Soccorso, interamente decorata da Bernardino Gagliardi. 
L'ultima cappella a sinistra, la Cappella di San Paolo, presenta l'unico affresco rimasto in Cattedrale di Niccolò Circignani raffigurante la Conversione sulla via di Damasco. 
Una scala conduce alla cripta, chiamata anche chiesa inferiore (del XV secolo), ove sono custodite le reliquie dei santi titolari della cattedrale. La cripta conserva il cranio di San Crescentino e anche la statua della Madonna nera di Città di Castello: particolarità di questa Madonna è che, invece di avere fra le braccia il Bambino Gesù, tiene nella mano sinistra un'altra donna più piccola, che regge in mano una sfera; inoltre la Madonna porta in testa una corona assomigliante ad una tiara (tipica dei papi).

### Organo a canne
La Cattedrale ospita sulla cantoria del braccio destro l'organo a corpo unico del 1842 costruito dai fratelli Antonio e Francesco Martinelli. Trasmissione interamente meccanica con tastiera a finestra di 54 tasti (Do1-Fa5) con prima ottava cromatica. Pedaliera in "sesta" a leggio, di 18 pedali (Do1-La2) costantemente unita al manuale, il diciottesimo (La2) aziona il Tamburo Acustico. Registri azionati da tiranti con pomelli in legno, disposti su due file a destra della tastiera. Tiratutti azionato tramite doppio meccanismo a manovella posta sopra la tavola dei registri oppure da due pedaletti a destra della pedaliera. Grancassa e Piatti azionati tramite pedale in ferro a destra della pedaliera. Restarauto nel 2015 dalla ditta Pinchi di Foligno.